# Municipio de El Oro (Estado de México)
El municipio de El Oro es uno de los 125 municipios del Estado de México, tiene la clave de municipio en el INEGI en México 064, tiene una superficie de 137,971 km² y cuya cabecera municipal es la población El Oro de Hidalgo. Se ubica al oeste del estado y limita al norte con el estado de Michoacán y el municipio de Temascalcingo; al sur con los municipios de San Felipe del Progreso y San José del Rincón; al este con los municipios de Temascalcingo y Jocotitlán; y al oeste con el municipio de San José del Rincón y con el estado de Michoacán. Según la encuesta intercensal del 2015 tiene una población total de 37 343 habitantes. Cuenta con denominación de Pueblo Mágico desde el 23 de noviembre de 2011.
Antiguamente fue sede de varias y productivas minas de oro que atrajeron la presencia de muchos extranjeros, cuya influencia es notable en la arquitectura de la cabecera municipal, que ha sido nombrada Pueblo Mágico por la Secretaría de Turismo.

## Política y Gobierno
| Presidente municipal              | Periodo   |
| --------------------------------- | --------- |
| Rigoberto Armando Quintana Luna   | 2000-2003 |
| María Guadalupe Gutiérrez Moreno  | 2003-2006 |
| Gilberto López Martínez           | 2006-2009 |
| Gabriel Pedraza Sánchez           | 2009-2012 |
| Rogelio Fernando Garnica Zaldivar | 2012-2015 |
| Cristina Sabina Cruz Hernández    | 2015-2018 |
| Marco Antonio Barranco Sánchez    | 2019-2021 |

## Turismo

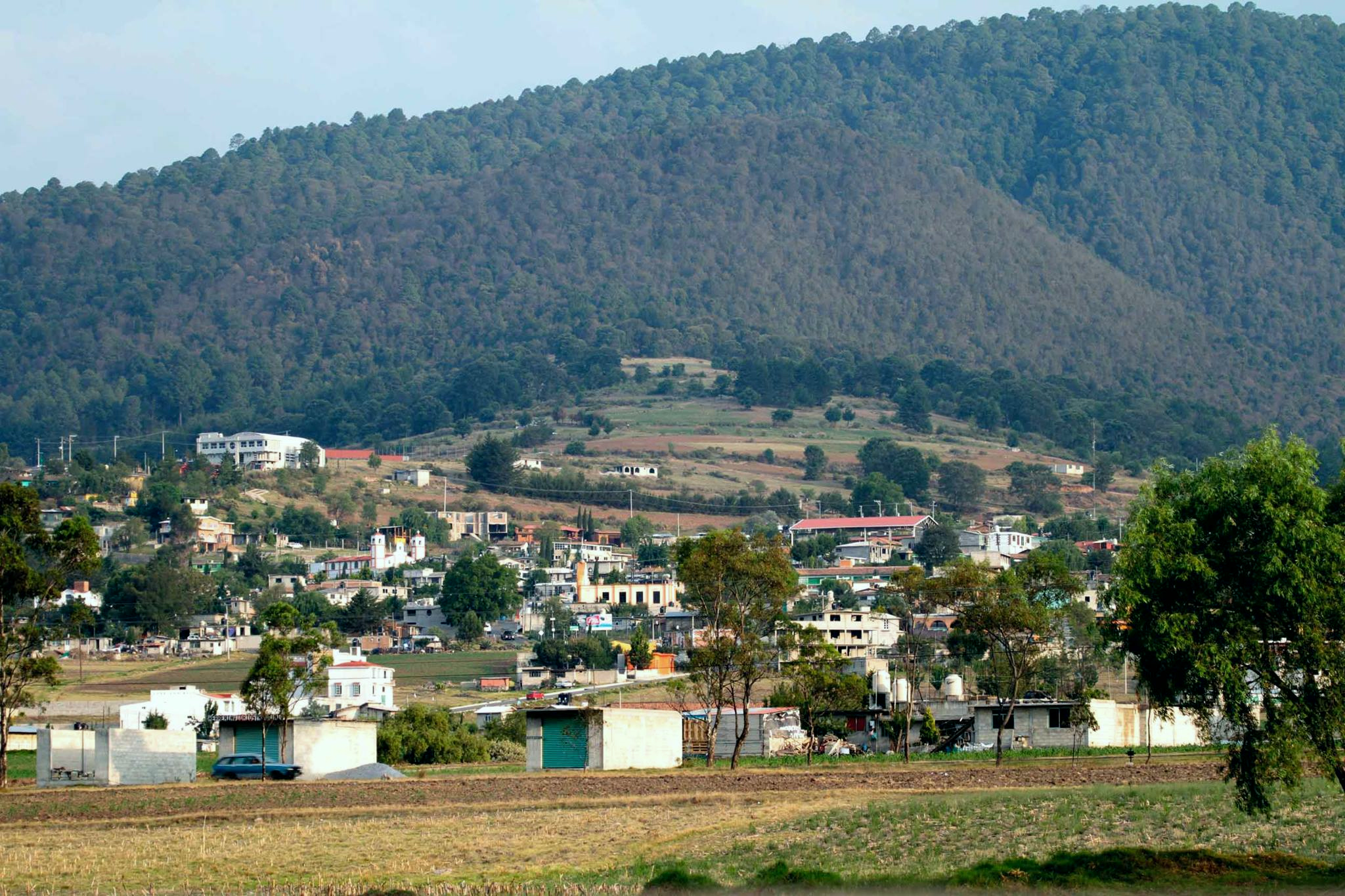
Barrio de la Jordana.

Pueblo Mágico del Estado de México, es una de las antiguas glorias mineras de esta entidad del país. Aunque su esplendor minero, hace mucho tiempo que se agotó, sigue destacando como un imán turístico de gran respeto.

### Turismo Natural
- Parque ecoturístico "El Mogote".

Se trata de un parque ecoturístico, tiene un circuito de tirolesa de 200 metros sobre una barranca de más de 80 metros de altura. Se puede practicar rapel sobre los muros naturales de la barranca o caminar sobre un puente colgante de 30 metros de largo, cuenta con una cascada y está acondicionado para practicar senderismo y caminar sobre las antiguas vías del tren.
- Santuario del Agua y Forestal Presas Brockman y Victoria

La presa “Brockman” es un lago artificial rodeado de naturaleza, senderos y vida silvestre.
- Palacio Municipal (Ubicado en la calle de Progreso, esquina con 2 de abril).

Durante el gobierno de Porfirio Díaz, los ricos y los aristócratas preferían las construcciones con estilos provenientes de Francia, como el neoclásico francés y el art Nouveau. El Palacio Municipal tiene dos torres puntiagudas a los lados que reflejan estas influencias. En el pórtico del Palacio Municipal se encuentra un mural titulado "El Génesis Minero"; en el interior, en el Salón de los Cabildos, se puede apreciar la ornamentación original que aún se conserva.

## Cultura

### Museos
- Museo de la Minería de El Oro: Es un museo que resguarda fotografías y documentos sobre la minería. Los recursos muestran el impacto de esta actividad en el desarrollo de la región, la preservación de la maquinaria y el equipo de extracción. Algunos otros atractivos del sitio son la sala temporal de exposición de pinturas y el tiro de mina.[9]

- Museo del Ferrocarril: Fue una estación de ferrocarril que actualmente funge como museo. Alberga fotografías y herramientas que se usaban en la estación del ferrocarril, como máquinas de escribir, boleteros, sumador manual, manómetro de vapor de aire, clavos de vía, escupidera y foliador.

### Casas de cultura
- Casa de la Cultura Abraham Ángel: Se encuentra en el centro del municipio y fue creada el 28 de agosto de 1985.

### Bibliotecas
- Prof. Agustín Nieto Suárez.

- María Mercedes González Vda. de Acosta.[10]
- Prof. José Aguilera Gómez.[11]

### Teatro
- Teatro Juárez: Este edificio se construyó con la finalidad de fomentar el arte y la cultura entre la sociedad de El Oro. Es uno de los 14 teatros centenarios del país, con 112 años de vida. Su escenario ha presenciado la presentación de artistas como Enrico Caruso, La Tetrazini, María Conesa, Esperanza Iris y Virginia Fábregas, entre otros. En cuanto a su estructura, cuenta con elementos neoclásicos y del art Nouveau. Es el recinto de presentaciones de orquestas sinfónicas, grupos de danza de distintos países y obras teatrales de renombre. También ha sido utilizado como locación para telenovelas, programas de televisión, musicales y sesiones de la Legislatura local.

## Histórico

### Monumentos
- Tiro Norte: Es una estructura de madera que ayudaba a los trabajadores a extraer del interior de la mina la piedra que contenía el mineral, única estructura de madera en el país que aún se conserva en pie. Fue cerrada hace casi 90 años debido a las constantes inundaciones. Se puede subir y observar a través de un mirador una parte del pueblo.

### Construcción histórica/edificios
- Palacio Municipal El Oro. Es el primer Palacio Municipal de El Oro se construyó de madera y se encontraba en el mismo espacio que el actual edificio. El edificio empezó a construirse a comienzos del siglo XX, hasta que fue puesto en funcionamiento el 2 de octubre de 1910. El Instituto Nacional de Antropología e Historia (INAH) lo reconoce como monumento histórico. Al interior esta el mural Génesis Minero, que retrata la vida de los habitantes en esos años. El mural fue encargado en 1979 al pintor Manuel D'Rugama, originario de Orizaba, Veracruz.
- Socavón San Juan. Es un vestigio del pasado minero del Pueblo Mágico de El Oro, así como de las arduas condiciones de trabajo que enfrentaban sus trabajadores. Recientemente fue rehabilitado para que el turista pueda entrar a 300 metros y conocer la experiencia de los antiguos mineros.

### Iglesias
- Parroquia de Santa María de Guadalupe. Iglesia de estilo neoclásico venera a Santa María de Guadalupe, su construcción comenzó en 1783, con muros de adobe y techos de teja española y tejamanil. Originalmente fue diseñada con una sola torre y a mediados del siglo XX que se construyó la segunda. Cuenta con una casa cural recién rehabilitada, ya que debido al tiempo y por la falta de mantenimiento sufrió afectaciones que la llevaron a derrumbarse parcialmente. Dentro de las festividades más representativas se encuentra la del 12 de diciembre, para celebrar a la patrona del pueblo.

## Artesanía
El municipio de El Oro destaca por ser un municipio con vocación artesanal que se ha caracterizado por su producción en diferentes artesanías. Sin embargo, su desarrollo se dio gracias a la minería. Actualmente, se tiene una densidad artesanal de 713 maestras y maestros artesanos, de acuerdo con el Padrón de Artesanas y Artesanos del Instituto de Investigación y Fomento de las Artesanías del Estado de México, agosto de 2023.
Las artesanías que predominan en el municipio son la metalistería, a través de diversos utensilios de cocina tradicional, y las fibras vegetales, sobresaliendo los tortilleros, paneros y porta calientes. También se destaca la cerámica de alta temperatura, elaborando tazas, juegos de platos y otros objetos. En cuanto a la gastronomía, en el municipio se elabora una de las bebidas espirituosas que son emblema en el Estado de México, como la chiva, la cual se elabora con 21 hierbas, destacando la hierbabuena, la manzanilla, la menta, el toronjil, el peshtó, el maro, la cuasia y la prodigiosa, entre otras. Estas hierbas se deben poner a secar al sol sobre petates, para conservar todas sus propiedades. Asimismo, se elaboran licores de frutas de temporada y conservas, como mermeladas y chiles en vinagre. En cuanto a la panadería artesanal, se elabora pan en horno de leña. En el ámbito textil, se destacan los bordados a través de la elaboración de quexquémetls, caminos de mesa y otros productos. Por último, en la rama del vidrio se elaboran esferas navideñas.
Las festividades importantes en el municipio son el carnaval, que se lleva a cabo de febrero a marzo, donde se realiza un desfile con carros alegóricos de las diferentes instituciones del municipio y se comercializan las artesanías. Asimismo, el día 29 de septiembre se lleva a cabo una fiesta muy grande en honor a San Miguel Arcángel, además de la festividad de la Virgen de Guadalupe el 12 de diciembre.
Se sugiere visitar en temporada decembrina los talleres de esferas para poder decorar tu árbol de Navidad, las cuales son decoradas con el ingenio de los habitantes de El Oro.